# Armand Megglé
Armand Megglé (1er octobre 1889 à Alexandrie en Égypte - 30 mai 1959 à Paris) est un économiste, haut fonctionnaire, diplomate et écrivain français.

## Biographie

### Famille
En 1915, il a épousé Renée Généraud avec qui il aura 6 enfants : Simone, Henri, Françoise, Jacques, Marie-Jeanne, Jean-Pierre. 
Il est le beau-père de l'homme de lettres Jacques Silberfeld (mari de Simone), le grand-père du journaliste Antoine Silber, et l'arrière-grand-père de la journaliste LGBT Judith Silberfeld.

### Carrière
Armand Megglé étudie au Lycée français d'Alexandrie, en même temps que Rudolf Hess, puis rejoint la France et sort diplômé de l'Institut d'études politiques de Paris. À la demande d'Étienne Clémentel, il crée et dirige pendant de nombreuses années le Comité des conseillers du commerce extérieur de la France. En 1929, il crée le Prix Armand Megglé pour le développement du commerce extérieur de la France et en particulier des colonies françaises, dont le jury est présidé par le général Hubert Lyautey et l'amiral Lucien Lacaze. En 1933, il fait partie du premier jury du Prix des Deux Magots.
Le 25 juin 1935, il est poursuivi avec Eugène Raynaldy, sénateur de l'Aveyron, ancien garde des Sceaux, devant la 11e chambre correctionnelle en qualité d'administrateur de la Holding commerciale de France, dont le sénateur avait souscrit fictivement 250 actions, devient administrateur aux appointements annuels de 25 000 francs, prétendant avoir demandé à son ami Megglé de lui verser 6 250 francs avant que la somme ne soit libérée, en titres de « Charbunion », l'Union charbonnière continentale, dont les administrateurs, Célestin, Ernest et Abraham Lévy avaient été condamnés.
Il quitte le Comité national des Conseillers du commerce extérieur de la France en 1936 pour créer le Centre d'expansion française en 1937. Il dirige avec Jean de Pierrefeu les Cahiers de la Jeune France, organe de la rénovation nationale, journal proche des Jeunesses patriotes de Pierre Taittinger et organe de la Révolution nationale dans laquelle il publie une interview d'Auguste Lumière intitulée L'homme, cet être égoïste et féroce, en novembre 1941, puis Destin de l'Afrique du conseiller national, André Demaison, en 1942.
Arrêté puis incarcéré à la prison de Montluc, il est libéré, le 12 août 1943, grâce au concours de Lucien Farnoux-Reynaud et rejoint l'émission de la Radio nationale, La ronde des métiers, présentée par André Demaison. Le 16 mars 1944, le Bulletin intérieur des mouvements unis de résistance publie une « liste noire » des écrivains ayant collaboré avec l'occupant nazi dans laquelle il figure avec Pierre Varillon.

## Distinctions
- 1932 : Prix Montyon pour Terres françaises (Prix de l'académie française)[13]